# سیلوستر تاکاچ
سیلوستر تاکاچ (انگلیسی: Silvester Takač؛ زادهٔ ۸ نوامبر ۱۹۴۰) بازیکن و مربی فوتبال صرب‌تبار اهل یوگسلاوی بود.
از باشگاه‌هایی که در آن بازی کرده‌است می‌توان به باشگاه فوتبال استاندارد لیژ، باشگاه فوتبال وویوودینا، و باشگاه فوتبال رن اشاره کرد.
وی در مسابقات کشوری و بین‌المللی در مجموع برندهٔ ۱ مدال طلا شده‌است.